# Стюарт, Дональд, 1-й баронет
Сэр Дональд Мартин Стюарт, 1-й баронет (с 11 июня 1881) (англ. Sir Donald Martin Stewart, 1st Baronet; 1 марта 1824 — 26 марта 1900) — британский военный деятель, фельдмаршал (26 мая 1894), участник подавления восстания сипаев и командир Кветтской армии во время Второй англо-афганской войны. В ходе этой войны он вёл армию на Кветту и Кандагар в январе 1879 года, а в марте 1880 года организовал трудный марш из Кандагара на Кабул, после чего принял гражданское и военное управление в Северном Афганистане. Он стал главнокомандующим Индийской армии в апреле 1881 года и членом Совета при госсекретаре по индийским вопросам в 1893 году.

## Ранние годы
Родился в Шотландии, около городка Форрес в графстве Мори (сейчас Округ Мори), в семье Роберта Стюарта и его жены Флоры Мартин.
Окончил Абердинский университет.

## Военная карьера
12 октября 1840 году был назначен  прапорщиком в 9-м пехотном полку Бенгальской армии, 3 января 1844 году он получил звание лейтенанта), а 1 июня 1854 году звание капитана. В том же году Стюарт участвовал в военной экспедиции на Северо-Западной границе.
В 1857 году полк Стюарта стоял  в крепости Алигур, в 80 милях от Мирута и в 60-ти милях от Агры. Когда началось восстание сипаев, полк взбунтовался, разграбил казну, выпустил из тюрьмы всех арестованных, но не тронул офицеров. Когда восставшие ушли в Дели, Стюарт остался в Алигуре и возглавил небольшой отряд добровольцев, который был прислан для поддержания порядка в регионе. Вскоре он был отправлен в Агру, где поступил в распоряжение губернатора. В это время потребовался доброволец, который доставит донесения для главнокомандующего в Дели, и Стюарт взялся за это поручение. 18 июня после захода солнца он верхом отправился в Дели и к восходу прибыл в Муттуру, пройдя 35 миль. Муттура ещё не подавала признаков мятежа, и местный индийский чиновник дал Стюарту двух сопровождающих для проезда в Ходул. Когда он покинул Маттуру, его лошадь пала, а сопровождающие его бросили, и он пешком ушёл в ближайшую деревню и оттуда на осле добрался до Ходула, проехал за день 37 миль. Там ему выдали пони, а котором он добрался до Джайпура, откуда 27 июня отправился дальше и через день прибыл в Дели. Фредерик Робертс позже вспоминал, что видел, как Стюарт прибыл к палатке генерала  Барнарда.
С этого момента он служил заместителем помощника генерал-адъютанта при осаде Дели летом 1857 а осенью 1857 года во время осады Лакхнау стал помощником генерал-адъютанта.
19 января 1858 году дослужился до звание майора, а 20 июля до подполковника.
В 1862 году стал заместителем генерал-адъютанта из бенгальской армии.
20 июля 1863 году был повышен до полковника.
В 1867 году командовал Бенгальской бригадой в абиссинской экспедиции.
В 1876 году был командующим войсками в Лахоре.
1 октября 1877 году дослужился до генерал-лейтенанта.
Во Второй англо-афганской войне командовал колонной наступающей через Боланский проход.
В марте 1887 году со своей колонной совершил трудный переход из Кандагара до Кабула по пути участвуя в Сражении при Ахмед-Хеле.   
В 1893 году вернулся в Лондон, чтобы стать членом  Совета при госсекретаре по индийским вопросам.
26 мая 1894 году он был произведен в фельдмаршалы, а поже стал членом Королевской комиссии по индийским гражданским и военным расходом.
26 марта 1900 году умер в Алжире.

## Семья
В 1847 году женился на Давине Марин, в этом  браке у него родились два сына и три дочки.